# Gloops
株式会社gloops（グループス）は、かつて存在した日本のコンピュータゲーム制作会社。ソーシャルゲームの開発・運営を主業務としていた。

## 沿革
- 2005年8月2日 - 梶原吉広が広告代理店を手がける企業「グローバルメディアソリューション」を設立。
- 2008年 - 携帯電話向けのSNS「REAL」の運営を開始。
- 2009年3月27日 - REALにて、渋谷を舞台にしたゲーム『渋谷クエスト』の提供を開始[2]。
- 2010年2月15日 - モバゲータウンで『渋谷クエスト』の提供を開始[3]。
- 2010年7月 - モバゲータウン向けソーシャルゲーム『大乱闘!!ギルドバトル』の提供を開始[4]。
- 2011年8月18日 - Mobage向けソーシャルゲーム『大熱狂!!プロ野球カード』の提供を開始。
- 2011年8月29日 - 商号をgloopsへ変更[5]。
- 2012年4月16日 - 梶原吉広を代表取締役会長、川方慎介を代表取締役社長とする人事異動を発表[6]。
- 2012年10月1日 - ネクソンが365億円でgloopsを完全子会社化。買収時の持ち株比率は、梶原吉広（会長）88.88%、池田秀行（CTO）5.56%、植頭啓行（CFO）5.56%。社長の持ち株はなし。売却時の年商は237億5500万円[7]。
- 2013年6月29日 - 池田秀行が代表取締役に就任。
- 2014年4月25日 - Mobage向けソーシャルゲーム『神話帝国ソウルサークル』の提供を開始。
- 2017年4月28日 - 李仁が代表取締役に就任。
- 2019年12月1日 - ブラウザゲーム事業を会社分割し、同事業を継承するMYLOOPSの全株式がマイネットに売却された。
- 2020年2月1日 - ネクソンがgloopsの全株式を譲渡価額1円でジーアールドライブへ譲渡し同社へ売却[8]。
- 2021年7月21日 - 親会社のジーアールドライブに吸収合併され解散。

## 事業
前身であるグローバルメディアソリューションは当初、広告代理店として設立されたが、SNSの流行を受けてインターネット事業を開始する。その後、2010年にモバゲータウン向けに『渋谷クエスト』をリリースしたことを機にソーシャルゲームに事業を集中し、以後、MobageをはじめmixiやFacebookモバイルにソーシャルゲームを提供している。
2011年11月21日に運営中のソーシャルゲームの累計会員数が1000万人を突破し、2012年4月25日にはMobageのパートナー企業の中で最も多くのユーザーの支持を集めた企業として「Partner of the Year 2011」を受賞するなど人気を集めているが、一方で2011年9月5日には、gloopsがリリースした「大熱狂!!プロ野球カード」を巡り、コナミデジタルエンタテインメントから知的財産権侵害で提訴されている。
また、「とことん野球応援プロジェクト」と題したプロジェクトを展開しており、2012年のMLB開幕戦の冠スポンサーとなった。

## 子会社
- アメリカ子会社：gloops International Inc.
- ベトナム子会社：gloops Vietnam Co., Ltd.